# Bracco blu d'Auvergne
Il bracco d'Auvergne è un cane da ferma originario della regione francese dell'Alvernia (Auvergne), ed è il più diffuso dei bracchi francesi.
È un cane robusto, resistente, che sa muoversi con leggerezza ed elasticità, ed è dotato di fiuto potente. Può cacciare su terreni anche molto aspri ed è particolarmente adatto per la caccia alla pernice.

## Origini
Pare che la razza sia stata selezionata secoli fa dai cavalieri di Malta, che in Alvernia erano titolari di vasti possedimenti. Alcuni ritengono che si tratti di una razza autoctona, conservatasi pura nel tempo, anche se è presumibile che nel corso del XIX sec. vi sia stato un apporto di sangue del pointer inglese.

## Caratteristiche fisiche
La testa è lunga, con stop mediamente marcato, canna nasale diritta e tartufo nero con narici ben aperte.
Gli occhi sono grandi, di forma ovale e color nocciola scuro. Le orecchie, attaccate basse e abbastanza arretrate, sono di lunghezza media e leggermente girate verso l'interno.
Il mantello è formato da pelo corto e non troppo fine. Il colore dev'essere nero a pezzatura bianca variabile. In base a quest'ultima si distinguono due tipi di mantello: moschettato e brizzolato. La testa deve essere nera, preferibilmente con una lista bianca.
La coda, di media grandezza, viene portata orizzontalmente.

## Temperamento
Dolce, affettuoso, intelligente e devoto, va addestrato con fermezza, ma non con durezza.
Vive bene in famiglia, ma non è adatto per appartamento.